# Tracey Curtis-Taylor
 (novembre 2023).
La mise en forme du texte ne suit pas les recommandations de Wikipédia : il faut le « wikifier ».
Les points d'amélioration suivants sont les cas les plus fréquents. Le détail des points à revoir est peut-être précisé sur la page de discussion.
- Les titres sont pré-formatés par le logiciel. Ils ne sont ni en capitales, ni en gras.
- Le texte ne doit pas être écrit en capitales (les noms de famille non plus), ni en gras, ni en italique, ni en « petit »…
- Le gras n'est utilisé que pour surligner le titre de l'article dans l'introduction, une seule fois.
- L'italique est rarement utilisé : mots en langue étrangère, titres d'œuvres, noms de bateaux, etc.
- Les citations ne sont pas en italique mais en corps de texte normal. Elles sont entourées par des guillemets français : « et ».
- Les listes à puces sont à éviter, des paragraphes rédigés étant largement préférés. Les tableaux sont à réserver à la présentation de données structurées (résultats, etc.).
- Les appels de note de bas de page (petits chiffres en exposant, introduits par l'outil «  Source ») sont à placer entre la fin de phrase et le point final[comme ça].
- Les liens internes (vers d'autres articles de Wikipédia) sont à choisir avec parcimonie. Créez des liens vers des articles approfondissant le sujet. Les termes génériques sans rapport avec le sujet sont à éviter, ainsi que les répétitions de liens vers un même terme.
- Les liens externes sont à placer uniquement dans une section « Liens externes », à la fin de l'article. Ces liens sont à choisir avec parcimonie suivant les règles définies. Si un lien sert de source à l'article, son insertion dans le texte est à faire par les notes de bas de page.
- La présentation des références doit suivre les conventions bibliographiques. Il est recommandé d'utiliser les modèles {{Ouvrage}}, {{Chapitre}}, {{Article}}, {{Lien web}} et/ou {{Bibliographie}}. Le mode d'édition visuel peut mettre en forme automatiquement les références.
- Insérer une infobox (cadre d'informations à droite) n'est pas obligatoire pour parachever la mise en page.

Pour une aide détaillée, merci de consulter Aide:Wikification.
Si vous pensez que ces points ont été résolus, vous pouvez retirer ce bandeau et améliorer la mise en forme d'un autre article.
Tracey Curtis-Taylor (née en 1962) est une aviatrice britannique qui organise et pilote plusieurs expéditions aériennes avec des avions historiques à travers l'Asie, l'Europe, l'Afrique, l'Australie et l'Amérique.

## Jeunesse
Curtis-Taylor, née à Stamford, Lincolnshire en 1962, a grandi à Cumbria.
Elle s'intéresse d'abord à l'aviation en visitant des spectacles aériens sur la côte ouest du Canada avec sa famille. Son père en particulier a une passion pour les voitures et les avions anciens. Elle reçoit sa première leçon de pilotage à l'âge de 16 ans, en Colombie-Britannique. Elle commence à voler plus régulièrement alors qu'elle vit en Nouvelle-Zélande au début des années 1980, d'abord à Queenstown, puis à l'aérodrome d'Ardmore à Auckland. À Auckland, elle obtient ses licences de pilote privé et professionnel ainsi que sa qualification d'instructeur,. Alors qu'elle vit en Nouvelle-Zélande, elle rejoint les Warbirds de Nouvelle-Zélande et commence à piloter des avions d'époque et apprend la voltige et le vol en formation.

## Carrière aéronautique
À la fin des années 1990, elle participe à l'organisation du spectacle Flying Legends à l'aérodrome de Duxford, en Angleterre.
De 2008 à 2013, elle participe à des survols à l'aérodrome d'Old Warden dans le Bedfordshire, en Angleterre. Elle pilote souvent un entraîneur militaire Ryan PT-22.
En 2011, elle participe au spectacle Flying Legends à l'aérodrome de Duxford,.
En décembre 2012, Curtis-Taylor fait partie d'un équipage russe de quatre personnes qui pilote un biplan Antonov An-2,.
En 2015, elle vole au Amy Johnson Memorial Air Show à Herne Bay, Kent, en Angleterre, ainsi qu'à la Cowes Regatta en 2013, 2014 et 2015.

### Vol de Cap Town à Goodwood en 2013
En 2013, Curtis-Taylor vole à bord d'un biplan Boeing-Stearman au cours d'un voyage de huit semaines de plus de 13 000 kilomètres. Elle part de de Cap Town en Afrique du Sud, et atterrît à l'aérodrome de Goodwood dans le West Sussex, en Angleterre.
Le voyage nécessite cinq ans de préparation, et comprend la recherche d'un biplan capable de faire face à la chaleur de l'Afrique. Curtis-Taylor décide de faire restaurer un Boeing-Stearman de 1942.
L'une des étapes du voyage est partagée avec un pilote et historien à la retraite du groupe de la Royal Air Force, Bill Sykes.
Elle trouve des sponsors pour ce voyage, notamment Boeing et ExecuJet Aviation Group. Le sponsor principal est Artemis Investment Management, et le biplan est donc naturellement nommé Spirit of Artemis.

### Vol de Farnborough à Sydney, 2015-2016
Le 1er octobre 2015, Curtis-Taylor quitte Farnborough, en Angleterre, à bord du Spirit of Artemis, et arrive à Sydney, en Australie, le 9 janvier 2016. Le voyage s'inspire de l'aviatrice pionnière Amy Johnson, qui vole en solo de l'Angleterre à l'Australie en 1930.
La trajectoire de vol traverse 23 pays en 50 étapes,. Elle s'entoure d'un personnel de bord dans un avion moderne qui à pour but de documenter le voyage.
Plusieurs escales sont programmées pendant le vol, souvent dans le but de présenter Curtis-Taylor aux communautés locales et d'inspirer les autres, en particulier les femmes.
À Dubaï, Curtis-Taylor est l'intervenante principal de la conférence sur l'Association internationale des femmes dans l'aviation.
Au Pakistan, Curtis-Taylor est accueilli par le chef d'escadron Saira Batool de l'armée de l'air Pakistanaise  et visite une école à Karachi avec l'alpiniste Pakistanaise Samina Baig pour parler de leurs aventures et inspirer les enfants,.
À Singapour, elle rencontre des filles et des femmes impliquées dans le programme Girls2Pioneers d'ONU Femmes, qui vise à encourager les jeunes femmes à se lancer dans des carrières STIM.

### Vol transcontinental américain, 2016-2017
Au printemps 2016, Curtis-Taylor lance un vol transcontinental Américain, avec plusieurs escales, reliant Seattle à Los Angeles. Le voyage est écourté par un accident dans le désert, à Winslow, en Arizona, en raison d'une perte de puissance moteur.
L'enquête du NTSB rapporte « qu'un liquide gris/beige s'écoule du carburateur ». Elle et son copilote s'en sortent indemnes mais le Boeing Stearman est gravement endommagé. Il est transporté par avion de Phoenix vers la Hongrie, où il est reconstruit juste à temps pour être exposé au salon aéronautique international de Farnborough en 2016, qui célèbre le centenaire de Boeing.
Elle revient avec son Boeing Stearman à Los Angeles en juin 2017. À ce stade, le Stearman change son nom Spirit of Artemis (sponsorisé une société d'investissement) en Spirit of Victory.
Le vol à travers les États-Unis se termine par un atterrissage à l' American Airpower Museum de l'aéroport de Republic.

## Récompenses
En octobre 2014, la Light Aircraft Association lui décerne le trophée Bill Woodhams pour « un exploit de navigation, d'aviation, de ténacité et d'endurance » lors de son vol de Cap Town au Royaume-Uni.
En octobre 2015, elle est nommée lieutenant-commandant honoraire dans la réserve de la Royal Navy.
En mai 2016, l' Air League lui remet un trophée en reconnaissance de son vol de Farnborough à Sydney,.
En juillet 2016, l'Université de Portsmouth, en Angleterre, lui décerne un doctorat honorifique. La même année, l'Honorable Company of Air Pilots lui décerne la Médaille de Maître pour son travail de « sensibilisation à la science et à la technologie en général, et à l'aviation en particulier, auprès des jeunes femmes du monde entier ».
En octobre 2016, les membres de la Light Aircraft Association votent pour annuler le prix décerné en octobre 2014,. Dans une déclaration écrite, Curtis-Taylor déclare que le vote d'annulation est le résultat d'une campagne médiatique en ligne qui vise à la discréditer .
Dans des articles de journaux, Curtis-Taylor nie avoir fait de « fausses déclarations sur la nature de mes vols »  et déclare : « Suggérer que je trompe le public, trompe tous mes sponsors, les médias, tout le monde, est tout simplement honteux ». Deux résolutions sont proposées lors de l'assemblée générale annuelle de 2018 pour réviser cette décision, mais toutes deux ont été rejetées ; en réponse, Curtis-Taylor annonce la résiliation de son adhésion à la LAA.

## Voir également
- Semaine mondiale des femmes de l'aviation